# Yorick
Yorick es un personaje de la obra Hamlet de William Shakespeare. Es el bufón de la corte, ya muerto, cuyo cráneo es exhumado por el Primer Sepulturero en el Acto 5, Escena 1, de la obra. La visión del cráneo de Yorick evoca una reminiscencia en el príncipe Hamlet del hombre, que aparentemente desempeñó un papel durante la educación de Hamlet:

¡Ay, pobre Yorick! Yo lo conocí, Horacio; un tipo de infinita guasa, de excelentísima fantasía; me ha llevado a cuestas mil veces; y ahora, ¡qué aborrecido en mi imaginación está! Mi garganta se levanta ante ello. Aquí colgaban esos labios que he besado no sé cuántas veces. ¿Dónde están ahora tus burlas? ¿Tus juegos? ¿Tus canciones? ¿Tus destellos de alegría, que solían hacer rugir la mesa? (Hamlet, V.i)

Se sugiere que Shakespeare podría haber querido que su público relacionara a Yorick con el comediante isabelino Richard Tarlton, un célebre intérprete de la etapa anterior a Shakespeare, que había muerto una década antes de que se estrenara Hamlet.

## Imágenes de Vanitas

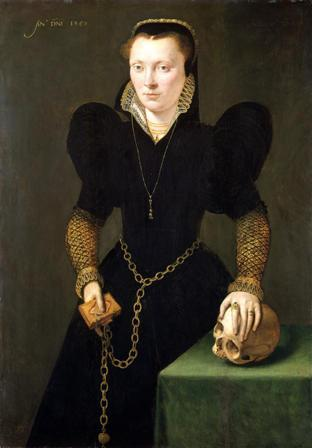
Retrato de Katheryn de Berain por Adriaen van Cronenburg c.1560. El poema de Shakespeare de 1601 El Fénix y la Tortuga fue publicado en una colección dedicada al hijo de Katheryn, John Salusbury.

El contraste entre Yorick como "un compañero de infinitas bromas, de excelentísima fantasía" y sus sombríos restos refleja el tema de la vanidad terrenal: siendo la muerte inevitable, las cosas de esta vida son intrascendentes.
Este tema del memento mori ("recuerda que morirás") es habitual en la pintura de los siglos XVI y XVII, y aparece en el arte de toda Europa. Las imágenes de María Magdalena suelen mostrarla contemplando una calavera. También es un motivo muy común en los retratos británicos de los siglos XV y XVI.

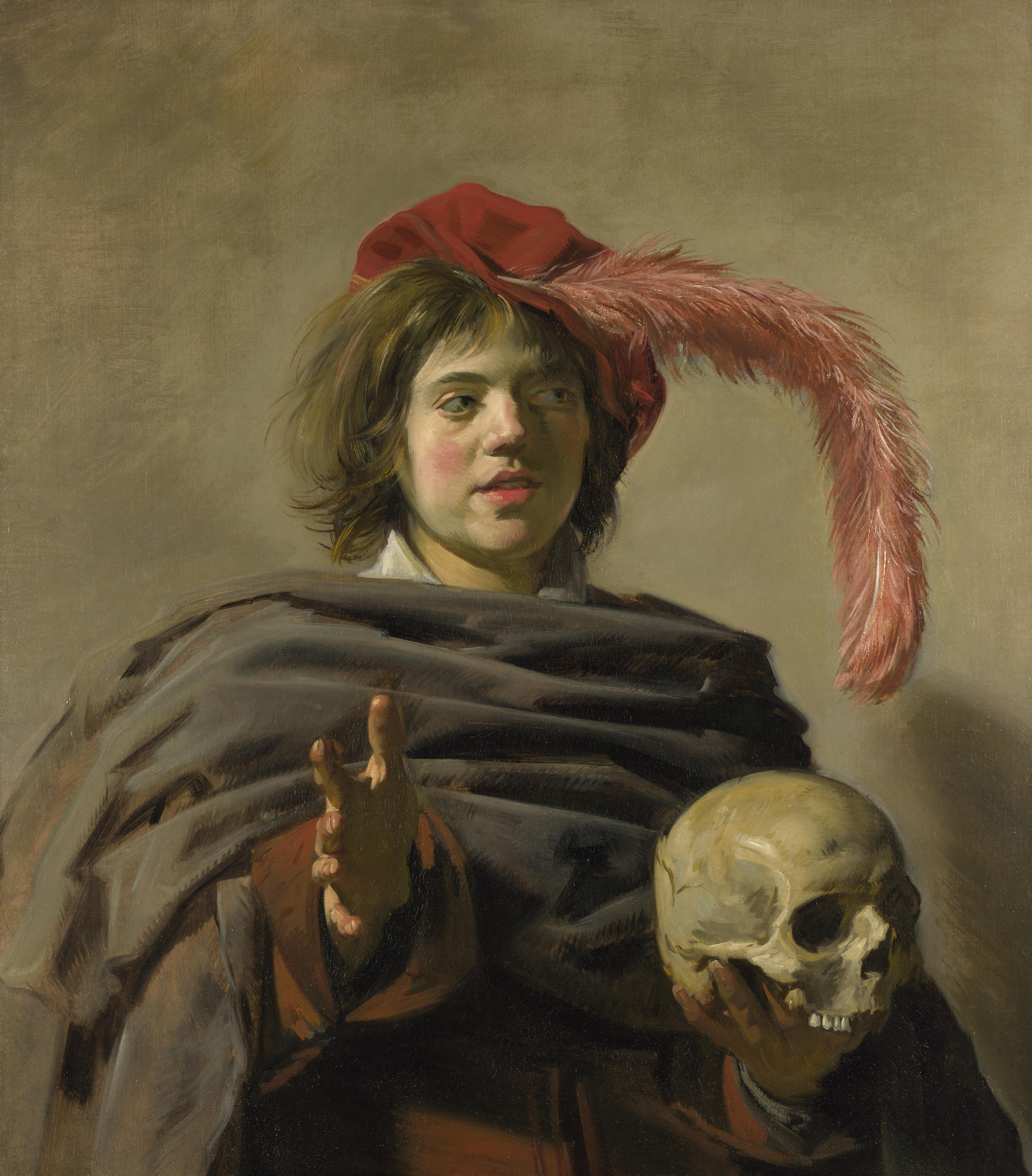
Frans Hals, Joven con calavera

El memento mori se expresa también en imágenes de niños o jóvenes juguetones, representados mirando una calavera como signo de la fugacidad de la vida. También era un motivo familiar en los libros de emblemas y en las tumbas.
Hamlet meditando sobre la calavera de Yorick se ha convertido en una encarnación duradera de esta idea, que ha sido representada por artistas posteriores como parte de la tradición de la vanitas.

## Nombre
El nombre Yorick se ha interpretado como un intento de representar el diminutivo de un nombre de pila escandinavo: posiblemente "Eric" o "Jørg", una forma del nombre George. También se ha sugerido el nombre "Rorik", ya que aparece en Saxo Grammaticus, uno de los textos fuente de Shakespeare, como nombre del padre de la reina. No se ha llegado a un acuerdo sobre cuál es el origen más probable.
Otras sugerencias incluyen la idea de que puede derivar del nombre vikingo de la ciudad de York (Jórvík), o que es un casi anagrama de la palabra griega "Kyrios" y, por tanto, una referencia al mártir católico Edmund Campion.

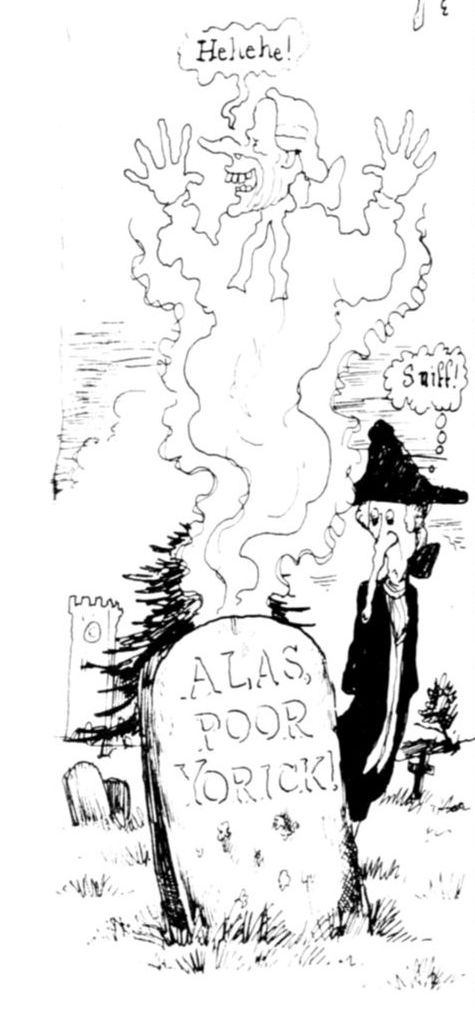
Ay, pobre Yorick - Una interpretación humorística del Yorick de Laurence Sterne por Martin Rowson en su novela gráfica de Tristram Shandy

El nombre fue utilizado por Laurence Sterne en sus novelas cómicas Tristram Shandy y Un viaje sentimental como apellido de uno de los personajes, un párroco que es un retrato humorístico del autor. Se supone que Parson Yorick desciende del Yorick de Shakespeare.

## Retratos

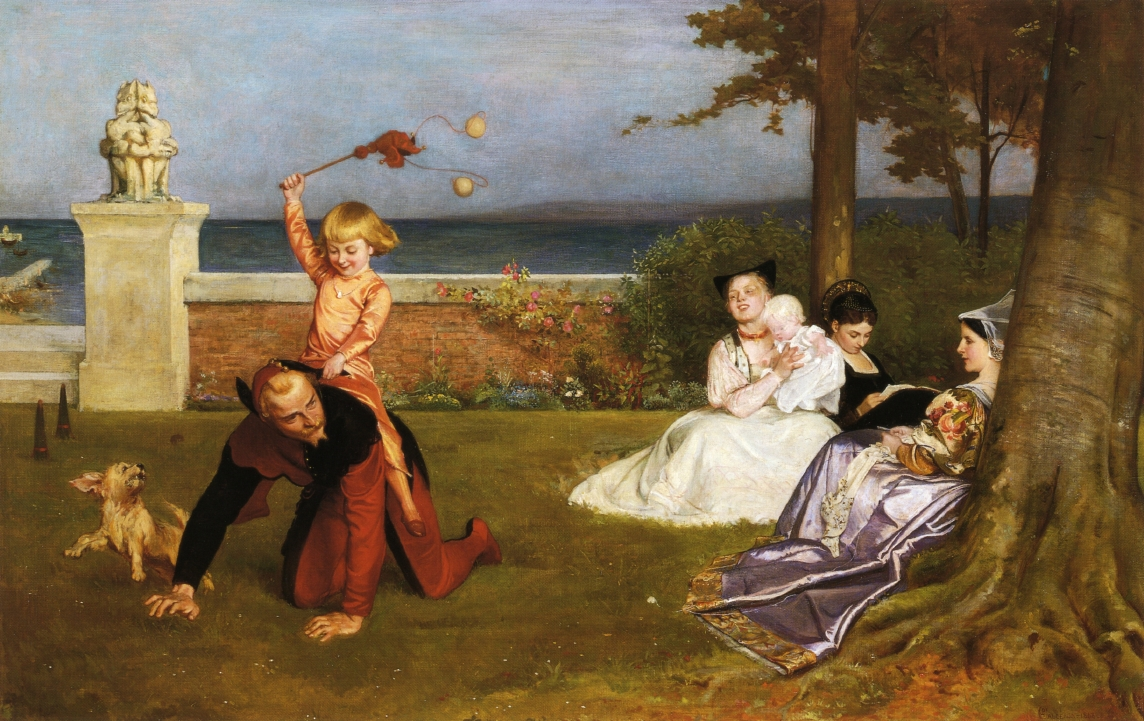
The Young Lord Hamlet (1868) de Philip H. Calderon, que muestra a Hamlet de niño, montado a lomos de Yorick.

La primera imagen impresa que se conoce de Hamlet sosteniendo el cráneo de Yorick es un grabado de 1773 realizado por John Hall según un diseño de Edward Edwards en la edición de Bell de las obras de Shakespeare. Desde entonces se ha convertido en un tema habitual. Aunque Yorick normalmente sólo aparece como la calavera, ha habido representaciones dispersas de él como hombre vivo, como el cuadro de Philip Hermógenes Calderón El joven Lord Hamlet (1868), que lo representa llevando al niño Hamlet a la espalda, como si fuera montado como un caballo por el príncipe. El comediante Ken Dodd lo representó en un flashback durante la escena de la sepultura en la película Hamlet, de Kenneth Branagh, de 1996.
El pianista André Tchaikowsky donó su cráneo a la Royal Shakespeare Company para su uso en producciones teatrales, con la esperanza de que se utilizara como cráneo de Yorick. murió en 1982. Su cráneo se utilizó durante los ensayos de una producción de Hamlet de la RSC en 1989, protagonizada por Mark Rylance, pero la compañía decidió finalmente utilizar una réplica del cráneo en la representación. La directora musical Claire van Kampen, que más tarde se casó con Rylance, recordó:

Como compañía, nos sentimos muy privilegiados de poder trabajar la escena del sepulturero con una calavera real... Sin embargo, como grupo acordamos que, dado que el verdadero poder del teatro radica en la complicidad de la ilusión entre el actor y el público, sería inapropiado utilizar un cráneo real durante las representaciones, del mismo modo que no utilizaríamos sangre real, etc. Es posible que algunos de nosotros sintieran un cierto tabú primitivo respecto a la calavera, aunque el sepulturero, según recuerdo, ¡estaba a favor!

Aunque el cráneo de Tchaikowsky no se utilizó en las representaciones de esta producción, su uso durante los ensayos afectó a algunas interpretaciones y lecturas de líneas: por ejemplo, Rylance pronunció la línea "Ese cráneo tenía una lengua y podía cantar una vez" con especial reproche. En esta producción, Hamlet conservó la calavera de Yorick en las escenas posteriores, y finalmente fue colocada en una repisa de la chimenea como "talismán" durante su duelo final con Laertes. En 2008 el cráneo de Tchaikowsky fue utilizado por David Tennant en una producción de Hamlet de la RSC en el Courtyard Theatre de Stratford-upon-Avon. Más tarde se anunció que la calavera había sido sustituida tras comprobarse que la presencia del cráneo distraía demasiado al público de la obra. Sin embargo esto no es cierto y la calavera se utilizó como atrezzo durante toda la representación tras su traslado al West End londinense.
Yorick aparece como personaje principal en la novela The Skull of Truth, de Bruce Coville.